# ГПЗ
ГПЗ — аббревиатура, означающая «Государственный подшипниковый завод». Аббревиатура получила широкое распространение на территории СССР для обозначения предприятий, специализировавшихся на производстве подшипников. Позднее стала брендом для некоторых постсоветских заводов.
- ГПЗ-1 — в Москве. Ныне в составе «Европейская подшипниковая корпорация» как «ЕПК — Новые технологии».
- ГПЗ-2 — в Москве (с 2016 года в Твери).
- ГПЗ-3 — в Саратове. Ныне в составе «Европейская подшипниковая корпорация» как «ЕПК Саратов».
- ГПЗ-4 — в Самаре.
- ГПЗ-5 — в Томске. Ликвидирован в 2010 году.
- ГПЗ-6 — в Свердловске. Ликвидирован в 2000-х.
- ГПЗ-7 — в Баку (Азербайджанская ССР).
- ГПЗ-8 — в Харькове (Украинская ССР).
- ГПЗ-9 — в Самаре.
- ГПЗ-10 — в Ростове-на-Дону. На 2020 год работает как «Десятый подшипниковый завод».
- ГПЗ-11 — в Минске (Белорусская ССР).
- ГПЗ-12 — в Гомеле (Белорусская ССР).
- ГПЗ-13 — в Ижевске.
- ГПЗ-14 — в Прокопьевске.
- ГПЗ-15 — в Волжском. Ныне в составе «Европейская подшипниковая корпорация» как «ЕПК Волжский».
- ГПЗ-16 — в Степногорске (Казахская ССР).
- ГПЗ-17 — в Гнивани (Украинская ССР).
- ГПЗ-18[укр.] — в Виннице (Украинская ССР).
- ГПЗ-19 — в Шавате(Узбекская ССР).
- ГПЗ-20 — в Курске.
- ГПЗ-21 — в Москве. Ликвидирован в 2001 году, оборудование перенесено на Опытный завод НПО ВНИПП.[2]
- ГПЗ-22 — в Дагестанских огнях (Дагестанская АССР). Прекратил деятельность в 2005 году.[3]
- ГПЗ-23 — в Вологде. На 2020 год работает как ЗАО «ВПЗ».[4][5] Не следует путать с расположенными в Вологде «ГПЗ ГРУПП» и «Вологодский завод специальных подшипников».
- ГПЗ-24 — в Пензе.
- ГПЗ-25 — в Хашури (Грузинская ССР).
- ГПЗ-26 — в Мархамате (Узбекская ССР).
- ГПЗ-27 — в Ахунбабаеве (Узбекская ССР).
- ГПЗ-28 — в Луцке (Украинская ССР).
- ГПЗ-29 — в Томске. Ликвидирован в 2010 году.
- ГПЗ-30 — в Шахтёрске (Украинская ССР).
- ГПЗ-31 — в Самаре.
- ГПЗ-32 — в Ижевске.
- ГПЗ-33 — в Ташкенте (Узбекская ССР).
- ГПЗ-34 — в Кашире (создан в 2009 году, до 1991 года Ростов-на-Дону)